# Giuseppe Fiorini Morosini
Giuseppe Fiorini Morosini OM (ur. 27 listopada 1945 w Paola) – włoski duchowny katolicki, arcybiskup Reggio Calabria-Bova w latach 2013−2021.

## Życiorys
Święcenia kapłańskie otrzymał 2 sierpnia 1969 w zakonie minimitów. Po święceniach pracował w szkole katolickiej w Paoli, a następnie był wikariuszem i nauczycielem w liceum w Lamezia Terme. W latach 1980–1986 kierował wydziałem katechetycznym tamtejszej diecezji, zaś w 1986 został przełożonym prowincji zakonnej. Po zakończeniu w 1992 kadencji został mistrzem nowicjatu w nowo powstałej wspólnocie minimitów w Vranovie, zaś w 1994 objął funkcję generała zakonu.
20 marca 2008 papież Benedykt XVI mianował go ordynariuszem diecezji Locri-Gerace. Sakry biskupiej udzielił mu 9 maja 2008 kardynał Renato Raffaele Martino.
13 lipca 2013 papież Franciszek mianował go arcybiskupem metropolitą Reggio Calabria-Bova. Ingres odbył się 9 września 2013.
Paliusz otrzymał z rąk papieża Franciszka w dniu 29 czerwca 2014. 20 marca 2021 papież Franciszek przyjął jego rezygnację z urzędu.